# Super Picsou géant
Ne doit pas être confondu avec Picsou Magazine.
Super Picsou géant est un magazine français bimestriel, destiné à la jeunesse, regroupant des bandes dessinées Disney, créé en juillet 1977 en tant que supplément à Picsou Magazine. Cette publication s'est arrêtée en novembre 1982 puis s'est séparée du magazine et a été relancée en mai 1983.

## Contenu
Le contenu diffère suivant le numéro : par exemple, tous les numéros antérieurs au numéro 57 n'ont pas la rubrique centrale « Couac », les énigmes mais ont des reportages sur les technologies de l'époque.
À partir du n°89 (février 1999), le magazine devient plus grand, et les dos ont un logo blanc sur fond rouge avec un petit dessin de personnage en bas. Le prix est de 25 francs ; après le passage à l'euro, le prix passe à 3€80 en 2002, puis 3€90 à partir de janvier 2003. 
On trouve dans la plupart des numéros de la période allant des années 2000 à la fin des années 2010, essentiellement de la bande dessinée (196 pages), quelques pages de jeux et test, des gags (« Les petits boulots de Donald »), dix pages de rédactionnel humoristique (« Le Couac » - rédacteurs : Jean-Luc Cochet, Gilles Corre, Didier Le Bornec ; cette rubrique disparaît du magazine en 2009), des énigmes (« Donald est futé » ; scénariste : Didier Le Bornec), de MagicLand et de Matt Lamite.
De nombreuses séries sur plusieurs numéros existent : Powerduck (Donald super-héros), DoubleDuck (Donald agent secret), l'Épée magique d'Excalidor, DragonLords, Donald et la machine à remonter le temps, etc.
Le 17 avril 2013, à partir du numéro 175, une frise de collection apparaît sur le dos des magazines avec des illustrations de Picsou, Donald, accompagnés d'autres personnages de l'univers Disney.
Le 29 avril 2020, le numéro 217 paraît en kiosque sous le titre Méga Picsou n°1 pour un numéro, à cause de problèmes de distribution, bien que constituant la continuité de la collection.
Le 9 juin 2021, à partir du numéro 224, une nouvelle frise de collection apparaît sur la marge, ainsi qu'un nouveau logo. Le magazine fait peau neuve avec une nouvelle formule comprenant cette fois-ci 190 pages de bandes dessinées pour une pagination de 244 pages.

## Numéros exceptionnels
1. Super Picsou Géant Collector - Picsou : Tout Picsou de A à Z (30 octobre 2017) : à l'occasion du 70e anniversaire de la création du personnage de Picsou, le magazine édite un numéro exceptionnel de 400 pages. Présenté sous forme d'encyclopédie, il contient 20 histoires cultes du personnage ainsi que trois posters couleurs. La couverture souple est dorée[4] ;
2. Super Picsou Géant Hors-Série numéro 1 : La Bande à Picsou (novembre 2018) : un numéro de 340 pages avec couverture souple sur la nouvelle série de Disney contenant un poster géant couleur. L'ouvrage contient des informations sur les coulisses et la création de la série ainsi que de nombreuses illustrations sur les croquis de production : neuf histoires ainsi qu'une présentation des 23 premiers épisodes de la série animée ;
3. Super Picsou Géant Hors-Série numéro 2 : Mickey Mystère (décembre 2019) : un numéro de 500 pages format poche contenant douze histoires signées Casty avec en vedette Mickey ;
4. Super Donald Géant numéro 1 (avril 2021) : un numéro de 340 pages avec couverture souple ainsi qu'un poster géant. Huit histoires sont présentées dans cet album mettant en vedette Donald ;
5. Super Picsou Géant Hors série spécial été numéro 1 (juillet 2021) : un numéro de 196 pages, avec une couverture d'un ancien illustrateur de couverture, Olivier Fiquet et de Greg Sanz. Quatre histoires sont présentées dans cet album, ainsi qu'un bon nombre de jeux.

## Séries

### Série hommage
Le contenu de cette série est une réinterprétation des romans classiques comme Frankenstein. Il s'agit d'une bande dessinée de 76 planches divisée en deux parties, parue dans le Super Picsou Géant numéro 207 du mois d'août 2018. Six autres bandes dessinées revisitées paraissent, sur plusieurs thèmes : Dracula, Moby-Dick, Le Monde perdu, L'Île au trésor, Sur la route et Corto Maltese, publiées respectivement dans les numéros 177, 179, 188, 194, 196 et 201.

### Série Double Duck
La série ayant été largement diffusée dans le magazine, l'éditeur sort une collection parallèle contenant toutes les aventures de Double Duck dans un magazine semestriel intitulé Spécial Double Duck Donald :
1. Spécial Double Duck Donald numéro 1 (avril 2020) : un numéro de 340 pages avec couverture souple contenant un poster géant couleur. Il contient 10 aventures de Double Duck ;
2. Spécial Double Duck Donald numéro 2 (octobre 2020) : un numéro de 340 pages avec couverture souple contenant un poster géant couleur. Il contient 11 aventures de Double Duck ;
3. Spécial Double Duck Donald numéro 3 (mars 2021) : un numéro de 340 pages avec couverture souple contenant un poster géant couleur. Il contient 11 aventures de Double Duck ;
4. Spécial Double Duck Donald numéro 4 (octobre 2021) : un numéro de 348 pages avec couverture souple contenant un poster géant couleur. Il contient 11 aventures de Double Duck[5] ;
5. Spécial Double Duck Donald numéro 5 (avril 2022) : un numéro de 322 pages avec couverture souple contenant un poster géant couleur. Il contient 5 aventures de Double Duck et une interview de Francesco Artibani, le créateur de l'univers ;
6. Spécial Double Duck Donald numéro 6.

### Souvenirs par Million
Cette série italienne écrite par Fausto Vitaliano dont la première parution en France date du Mickey Parade Géant n°305 du 1er Novembre 2008 jusqu'au Mickey Parade Géant n°308 du 1er Mai 2009 puis du Super Picsou Géant n°197 datant du mois de février 2017 jusqu'au Super Picsou Géant numéro 217 du mois de avril 2020 révèle comment Balthazar Picsou a gagné ses 20 premiers millions. Chaque million est expliqué dans une bande dessinée. Dans le sommaire, c'est la dernière bande dessinée. Picsou est souvent accompagné d'un assistant qui est presque toujours à la base de l'idée qui lui rapportera le million.
|                               | 1er million  | 2e million                  | 3e million                         | 4e million              | 5e million                | 6e million            | 7e million                         | 8e million                   | 9e million             | 10e million     |
| ----------------------------- | ------------ | --------------------------- | ---------------------------------- | ----------------------- | ------------------------- | --------------------- | ---------------------------------- | ---------------------------- | ---------------------- | --------------- |
| 1re parution en France (date) | Février 2017 | Avril 2017                  | Juin 2017                          | Août 2017               | Octobre 2017              | Décembre 2017         | Février 2018                       | Avril 2018                   | Juin 2018              | Août 2018       |
| Parution (Numéro du SPG)      | 197          | 198                         | 199                                | 200                     | 201                       | 202                   | 203                                | 204                          | 205                    | 206             |
| Assistant de Picsou           |              | Jones                       | Flop                               | Mr.wreck                | Pouspa                    | Jules Verne, « Juju » | Commandant et ingénieur            | L'ingénieur                  | Henron                 | Brok            |
| Circonstance                  | Mine d'or    | Stade de football américain | Invention du cinéma et du pop-corn | Invention du béton-armé | Ticket de loterie gagnant | Vente de livre        | Invention de la croisière immobile | Invention de l'autocar-radio | Spéculation financière | Bourse, actions |

Dans les différentes histoires, Picsou gagne ses millions de manière bien différente (avec une mine d’or, avec l’invention du béton armé, en créant le pop-corn…).